# Jean Adair
Jean Adair, pseudonimo di Violet McNaughton (Hamilton, 13 giugno 1873 – New York, 11 maggio 1953), è stata un'attrice canadese.

## Biografia
Dopo aver lavorato come ballerina di fila sino alla fine dell'Ottocento, esordì in teatro nel 1910, in seguito alla rottura di una caviglia. Stella del vaudeville e attivissima a Broadway negli anni della maturità, fu una delle più rilevanti caratteriste nordamericane del periodo post-bellico. Chiamata a interpretare piccole parti in spensierati film comici, trovò il successo con il ruolo della zia Martha nella pellicola Arsenico e vecchi merletti (1944) di Frank Capra, con Cary Grant, Priscilla Lane e Josephine Hull, (ruolo per altro che, assieme a Josephine Hull, aveva già ricoperto con enorme successo a teatro fra il 1941 e il 1944). Morì nel 1953 all'età di 79 anni, in seguito ad un cancro; venne cremata e le ceneri disperse nell'Oceano Pacifico, secondo le sue volontà. 

## Filmografia parziale
- Advice to the Lovelorn, regia di Alfred L. Werker (1933)
- Arsenico e vecchi merletti (Arsenic and Old Lace), regia di Frank Capra (1944)
- Living in a Big Way, regia di Gregory La Cava (1947)
- Scritto sul vento (Something in the Wind), regia di Irving Pichel (1947)
- La città nuda (The Naked City), regia di Jules Dassin (1948)